# E. D'Almeida Vitor
Edgar Bahiense, mais conhecido por seu pseudônimo E. D'Almeida Vítor (Salvador, 24 de julho de 1914 - Brasília 14 de fevereiro de 1983) foi um poeta, escritor, biógrafo e jornalista brasileiro. Foi um dos fundadores da Academia de Letras de Brasília.

## Sociedades literárias
Foi membro de diversas sociedades e academias literárias brasileiras. Entre elas a União Brasileira de Escritores de São Paulo, a Academia Marianense de Letras, a Sociedade de Homens de Letras do Brasil (Rio de Janeiro), a Academia Brasileira de Literatura Infantil e Juvenil (São Paulo), o Intituto Histórico e Geográgico do Distrito Federal (Brasília), a Academia Municipal de Letras de Minas Gerais, a Academia Cristã de Letras, e a Academia Piauiense de Letras.

## Honrarias
Ganhou o Prêmio Governo do Distrito Federal de Reportagens em 1975, e recebeu numerosas medalhas e comendas, entre as quais o Mérito Santos Dumont e o Mérito Jornalístico.
Post mortem foi instituído na Academia de Letras de Brasília a Medalha Cultural D'Almeida Vitor.

## Obras
- Tumulto Interior (poesia);
- Stefan Zweig – o Homem e a Obra (ensaio)
- Salazar Cardenas (ensaio);
- Guilhermo Francovide (ensaio);
- A Existência Tumultuada de Gorki (ensaio);
- Silvio Romero, 1952 (ensaio);
- Dante, Sete Séculos Depois (ensaio);
- Bocage entre a Proscrição e a Glória (ensaio);
- Gil Vicente – Um Espírito Entre duas Épocas (ensaio);
- Castro Alves no Tempo e no Espaço, 1847-1947 (biografia);
- Pequeno Dicionário Bibliográfico da Academia Brasileira de Letras (dicionário).

## Referência
1. 1 2 3  «MEDALHA :: Academia de Letras de Brasília». alb8.webnode.page. Consultado em 25 de dezembro de 2023
2. ↑  «Academia Cristã de Letras - E. D'Almeida Vitor - DF - Posse anterior ao ano 2000». academiacristadeletras.org.br. Consultado em 25 de dezembro de 2023